# شیهید ماسکاوا
شیهید ماسکاوا (به ژاپنی: 益川 敏英) (زادهٔ ۷ فوریه ۱۹۴۰) یک فیزیکدان ژاپنی است که دلیل شهرت آن کار بر روی نظریه نقض سی‌پی است.
مقالهٔ او تحت نام «CP Violation in the Renormalizable Theory of Weak Interaction» که همراه با ماکوتو کوبایاشی نوشته شده‌است سومین مقاله بیشترین یادکرد شده در زمینه انرژی‌های بالا در سال ۲۰۰۶ شد. ماتریکس کابیبو-ماسکاوا-کوبایاشی، که رابطه بین دو کوراک را مشخص می‌کند، باعث شد که در سال ۲۰۰۸ همراه با ماکوتو کوبایاشی و یوشیرو نامائو جایزه نوبل فیزیک را برنده شوند.